# Хубулов, Ален Вадимович
Ален Вадимович Хубулов (15 июня 2001 года, Владикавказ, Северная Осетия, Россия) — российский и болгарский борец вольного стиля, мастер спорта. Бронзовый призёр чемпионата Европы 2024 года. Чемпион России по вольной борьбе в 2022 году и бронзовый призёр Чемпионата России по вольной борьбе 2023 года. Бронзовый призёр юниорского Первенства Мира и Первенства Европы, призёр турниров памяти Ивана Ярыгина и Сослана Андиева. Выступает в тяжёлой весовой категории до 125 кг. Входит в команду ЦСКА.

## Биография
Ален Хубулов родился и живёт во Владикавказ, первый тренер — Эдуард Багратович Хубаев, также тренируется под руководством заслуженного тренера РФ и РЮО Анатолия Хазбиевича Маргиева. Семья родом из Цхинвала. Отец — Вадим Хубулов — мастер спорта СССР, воспитанник югоосетинской школы вольной борьбы, ранее тоже выступал за ЦСКА и тренировался у Маргиева.
Впервые взял серебро в тяжёлом весе до 97 кг ещё юниором — в апреле 2018 года на Первенстве России по вольной борьбе в Смоленске, закрепил результат в августе того же года на Первенстве Европы в Италии, выиграв бронзу в составе юниорской сборной России. На следующий год занял третье место на Первенстве мира среди юниоров в Таллине.
Звание мастера спорта Алену было присуждено в сентябре 2021 года. В декабре 2022 года InterMat поставил Алена Хубулова на 1 место рейтинга Russian Men’s Freestyle Rankings в категории до 125 кг. 5 января 2023 года стал чемпионом Болгарии.

## Спортивные награды
- до 125 кг — Чемпионат России по вольной борьбе 2023 в Каспийске[2]
- до 125 кг — Чемпионат России по вольной борьбе 2022 в Кызыле[10][11]
- до 125 кг — 42-й Всероссийский турнир памяти Сослана Андиева 2022 во Владикавказе[1][12]
- до 125 кг — Чемпионат СКФО по спортивной (вольной) борьбе 2022 в Нальчике[13][14]
- до 125 кг — Международный турнир по вольной борьбе серии Голден гран-при памяти Ивана Ярыгина[англ.] 2022 в Красноярске[15][16]
- до 125 кг — Игры стран СНГ 2021 в Казани[3][17]
- до 125 кг — Первенство России по спортивной борьбе среди юниоров 2020 в Наро-Фоминске[18][19]
- до 125 кг — Первенство Мира по вольной борьбе среди юниоров[англ.] 2019 в Таллине[6][20]
- до 125 кг — Первенство России по вольной борьбе среди юниоров 2019 во Владикавказе[21][22]
- до 97 кг — Первенство Европы по вольной борьбе среди юниоров 2018 в Риме[23][24]
- до 97 кг — Первенство России по вольной борьбе среди юниоров 2018 в Смоленске[4][25]
- до 125 кг — Игры стран СНГ 2023
- до 125 кг — Чемпионат Болгарии по вольной борьбе 2024[26];